# Hilo
Hilo – miejscowość spisowa w Stanach Zjednoczonych, w stanie Hawaje, na wschodnim wybrzeżu wyspy Hawaiʻi. Jest największym skupiskiem ludności na wyspie Hawaiʻi oraz drugim co do wielkości w stanie (po Honolulu).

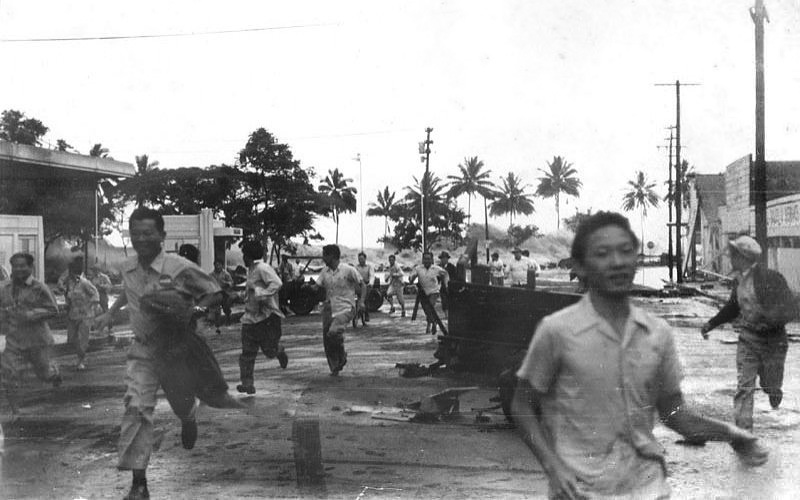
Tsunami uderza w Hilo w 1946

Nadbrzeżna część Hilo została dwukrotnie zniszczona na skutek uderzenia fal tsunami: w 1946, po trzęsieniu ziemi na Aleutach, oraz w 1960, po wielkim trzęsieniu chilijskim. W pierwszej klęsce żywiołowej śmierć poniosło 160 osób i dało to asumpt do stworzenia systemu wczesnego ostrzegania przed tsunami (Pacific Tsunami Warning Center). W drugim przypadku zginęło 61 osób.
Hilo, zgodnie klasyfikacją klimatów Köppena, leży w strefie zwrotnikowego klimatu lasów tropikalnych (Af)

## Miasta partnerskie
- La Serena (Chile)
- Nago (Japonia)